# Italiana Coke
Koordinaten: 44° 22′ 41,9″ N, 8° 17′ 32,4″ O
Italiana Coke ist der größte italienische Kokereibetrieb. Die jährliche Produktion beträgt 500.000 t Koks.
Das Werk in Cairo Montenotte ist seit dem Jahr 1937 in Betrieb. Das Unternehmen Italiana Coke entstand 1980 per Zusammenschluss von Cokerie Italiane Indipendenti, Cokitalia, Fornicoke, Vetrocoke und Cokapuania.
Der hergestellte Koks wird weltweit exportiert. Die Kohle sowie der Koks werden über eine Seilbahn zwischen dem Hafen in Savona und dem Werk in Cairo Montenotte-Bragno transportiert.